# Indira Vladić Mujkić
 (mai 2017).
Indira Levak, née le 15 septembre 1973 à Županja en Croatie, est une chanteuse également connue sous le nom de scène d’Ira. Elle est la vocaliste du groupe Colonia. Elle est née d'un père croate et d'une mère bosniaque.